# ヴィレニツァ国際文学賞
ヴィレニツァ国際文学賞（Mednarodni literarni festival Vilenica）は、スロベニアの文学賞。中央ヨーロッパの文学を対象とする。受賞者はクラス地方のヴィレニツァ洞窟で開催されるヴィレニツァ国際文学祭で発表される。

## 受賞者
- 1986年 – en:Fulvio Tomizz
- 1987年 – ペーター・ハントケ
- 1988年 – エステルハージ・ペーテル
- 1989年 – en:Jan Skácel
- 1990年 – en:Tomas Venclova
- 1991年 – en:Zbigniew Herbert
- 1992年 – ミラン・クンデラ
- 1993年 – en:Libuše Moníková
- 1994年 – en:Josip Osti
- 1995年 – アドルフ・ムシュク
- 1996年 – アダム・ザガエフスキ
- 1997年 – en:Pavel Vilikovský
- 1998年 – ナーダシュ・ペーテル
- 1999年 – en:Erica Pedretti
- 2000年 – Slavko Mihalić
- 2001年 – en:Jaan Kaplinski
- 2002年 – en:Ana Blandiana
- 2003年 – en:Mirko Kovač (writer)
- 2004年 – en:Brigitte Kronauer
- 2005年 – en:Ilma Rakusa、en:Karl-Markus Gauß
- 2006年 – en:Miodrag Pavlović
- 2007年 – en:Goran Stefanovski
- 2008年 – en:Andrzej Stasiuk
- 2009年 – クラウディオ・マグリス
- 2010年 – en:Dževad Karahasan
- 2011年 – ミルチャ・カルタレスク
- 2012年 – ダヴィッド・アルバハリ（英語版）
- 2013年 – オルガ・トカルチュク
- 2014年 – クラスナホルカイ・ラースロー
- 2015年 – ヤヒム・トポル（英語版）
- 2016年 – ドゥブラヴカ・ウグレシィチ
- 2017年 – ユーリー・アンドルホーヴィチ
- 2018年 – イリヤ・トロヤノフ（英語版）
- 2019年 – ドラガン・ヴェリキッチ（英語版）
- 2020年 - en:Mila Haugová
- 2021年 - en:Josef Winkler (writer)
- 2022年 - en:Amanda Aizpuriete
- 2023年 - en:Otto Tolnai
- 2024年 - en:Miljenko Jergović

## 参照
- The Vilenica Literary Festival